# Grayson megye (Virginia)
Grayson megye az Amerikai Egyesült Államokban, azon belül Virginia államban található. Megyeszékhelye és legnagyobb városa Independence. Lakosainak száma 15 333 fő (2020. április 1.). Grayson megye Ashe, Wythe, Carroll, Galax, Surry, Alleghany, Johnson, Washington és Smyth megyékkel határos.

## Népesség
A megye népességének változása:
| Lakosok száma | 15 462 | 15 376 | 15 188 | 15 161 | 16 012 | 15 333 |
|               | 2010   | 2011   | 2012   | 2013   | 2015   | 2020   |